# Chiesa di Santa Maria Assunta (Orbetello)
La chiesa di Santa Maria Assunta è un edificio sacro situato a Talamone, nel comune di Orbetello.

## Storia
La chiesa venne eretta nel 1374, su un edificio di culto del V secolo a.C., e fu radicalmente modificata nel XVII secolo con l'aggiunta di due navate laterali.

## Descrizione
Del nucleo trecentesco resta la facciata centrale, in travertino, con ricco portale sormontato da una fascia decorata e da un grande rosone cimato da una nicchia con il busto di San Benedetto. All'interno, un affresco del XV secolo raffigurante la cosiddetta Madonna di Costantinopoli e al centro del presbiterio un altro affresco con la Madonna con il Bambino tra San Pietro e San Paolo, di scuola senese, della fine del XV secolo. Da notare anche un prezioso coro ligneo del 1614 e un bel paliotto marmoreo riquadrato da incisioni in bassorilievo di simbologia benedettina.